# Poecilasthena
Poecilasthena là một chi bướm đêm thuộc họ Geometridae.

## Các loài
Bao gồm các loài:
- Poecilasthena anthodes – (Meyrick, 1891)
- Poecilasthena balioloma – (Turner, 1907)
- Poecilasthena cisseres – Turner, 1933
- Poecilasthena euphylla – (Meyrick, 1891)
- Poecilasthena pulchraria – (Warren, 1898)
- Poecilasthena subpurpureata – (Walker, 1863)

## Hình ảnh

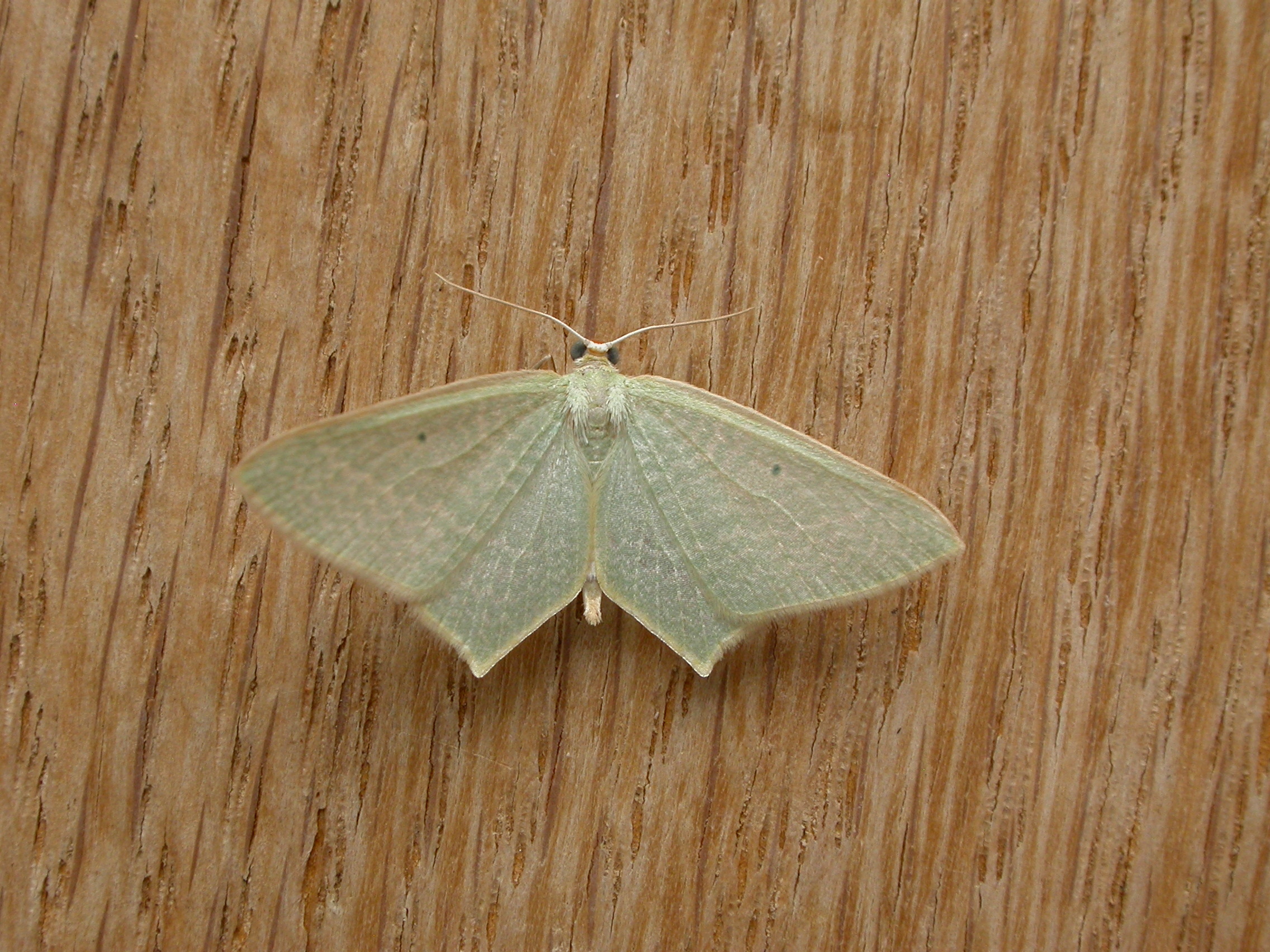
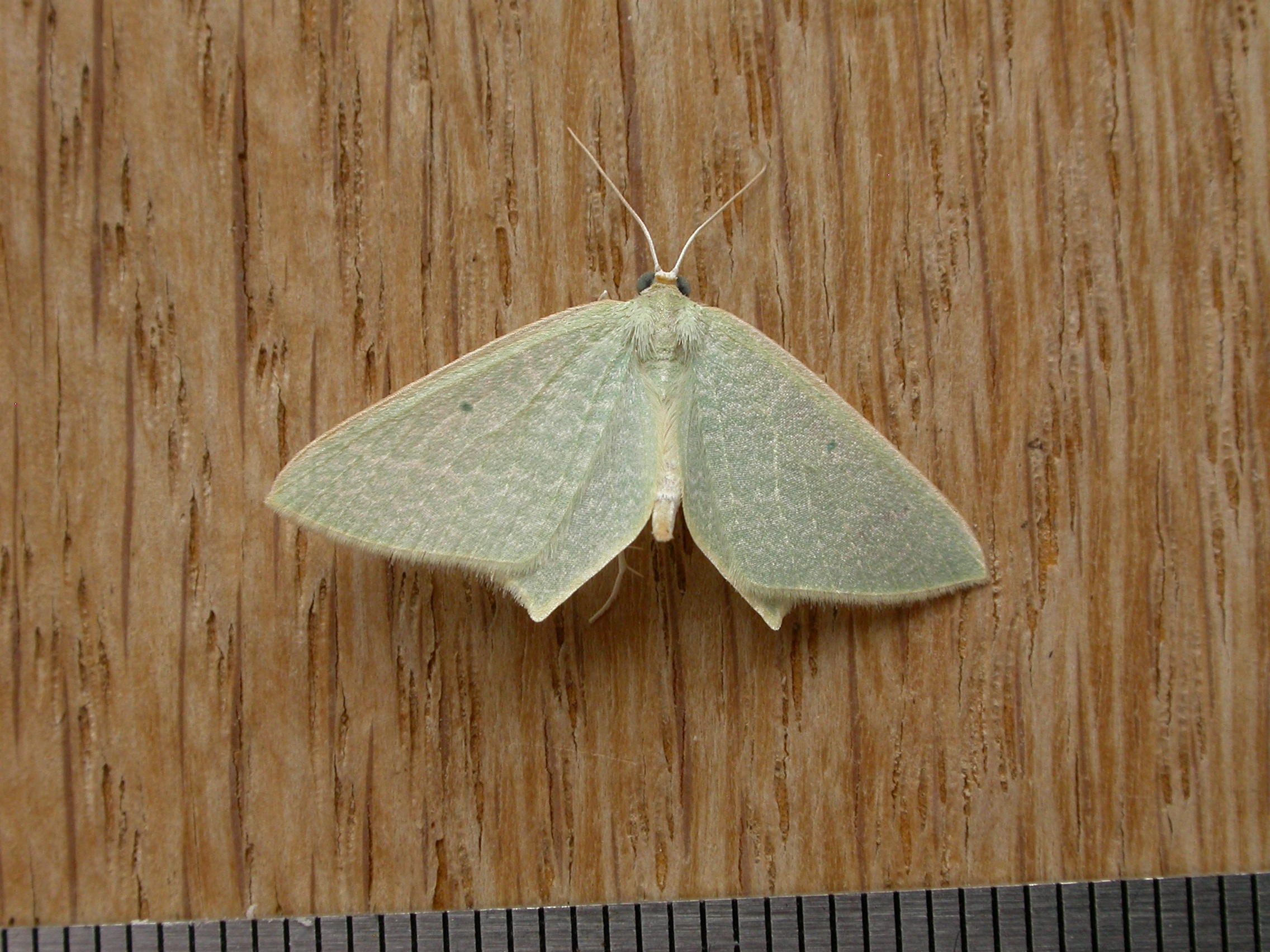